# Oog in 't Zeil
De Oog in 't Zeil is een ronde stenen stellingmolen aan het Molenplein in Cothen, provincie Utrecht. De molen heeft een 17-kantige stelling. In de bestrating van het molenplein zijn vier molenwieken afgebeeld. De Oog in 't Zeil is een korenmolen, waarop enkele vrijwillige molenaars wekelijks graan malen voor particulieren.

## Geschiedenis
De molen werd in 1869 gebouwd ter vervanging van een standerdmolen. De molen bleef tot in de jaren dertig van de twintigste eeuw op windkracht in bedrijf. Al rond 1904 kreeg de molen een hulpaandrijving in de vorm van een stoommachine, rond 1930 werd dat een elektromotor. In 1936 werden stelling, wiekenkruis en kap verwijderd en werd er op motorkracht verder gemalen. Toen in 1985 het maalbedrijf uit de molen vertrok werd de molen door de Stichting de Utrechtse Molens overgenomen. Na brand werd de molen in oude glorie hersteld, op windkracht  maalvaardig gemaakt en in 1987 weer in bedrijf genomen. In 2006 is de stelling met een plank verbreed en zijn twee maalkoppels aangepast, waardoor er beter kan worden gemalen.

## Specificaties

### Maalkoppels
De molen heeft drie maalkoppels. Twee koppels hebben 16der (140 cm doorsnee) flintsteen kunststenen en één koppel heeft 15der (130 cm doorsnee) blauwe stenen. Eén koppel kunststenen heeft een houten steenbus, de anderen een ijzeren. De kap is gedekt met gepotdekselde, geteerde delen.

### Overbrengingen
- De overbrengingsverhouding is 1 : 6,764 en 1 : 6,281.
- Het bovenwiel heeft 67 kammen en het bovenrondsel heeft 32 staven. De koningsspil draait hierdoor 2,09 keer sneller dan de bovenas. De steek, de afstand tussen de staven, is 10,93 cm.
- Het spoorwiel heeft 84 kammen en de steenrondsels 26, 26 en 28 staven. De steenrondsels draaien hierdoor 3,23 en 3 keer sneller dan de koningsspil en 6,764 en 6,281 keer sneller dan de bovenas. De steek is 9,5 cm.

### Roeden
De roeden van de fabrikant Buurma zijn 23,7 meter lang en zijn voorzien van het Oudhollands wieksysteem met zeilen. De binnenroede heeft nummer 174 en de buitenroede 175. De roeden hebben gaten voor het aanbrengen van fokken, die echter nooit zijn aangebracht. Ook de voor de fokwiek aangepaste zeeg is hierdoor nu eigenlijk te vlak, waardoor de molen bij windvlagen en buien onregelmatig draait (hollerig is).

### Draaiwerk
De wieken worden op de wind gezet met een kruirad. De gepotdekselde kap draait op een rollenkruiwerk met 49 ijzeren rollen in houten rollenwagens. Tot 2006 waren er iepenhouten rollen, die echter vaak braken, veroorzaakt door de koppen van de glasfiberstaven, waarmee de kruivloer aan de stenen molenromp is verankerd. De molen kruit zeer licht. Voor de versterking en verstijving van de overring zit er een slagstuk onder het windpeluwgedeelte dat verder doorloopt onder een deel van de roosterhouten.
Het halslager van de bovenas, gegoten in 1984 door de Nijmeegse IJzergieterij, met nummer 7, heeft een bronzen schaal en rust op een houten blok.

### Vang
De molen wordt gevangen (geremd) met een Vlaamse vang bestaande uit vijf stukken, die bediend wordt met een wipstok. Om het bovenwiel zit een ijzeren hoep waar de vangblokken tijdens het vangen op remmen. De met stenen verzwaarde vangbalk is in de ezel bevestigd met een schuif en oefent op het sabelijzer een vangkracht uit van ongeveer 540 kg.
Het maalgoed kan opgeluid (opgehesen) worden met een sleepluiwerk en het meel kan afgeschoten (laten zakken) worden met een afschietwerk.

## Eigenaren
- 1869 - 1985 : familie Van Eck
- 1985 - 2005 : Stichting de Utrechtse Molens
- 2005 - heden: Utrechts Landschap

## Fotogalerij

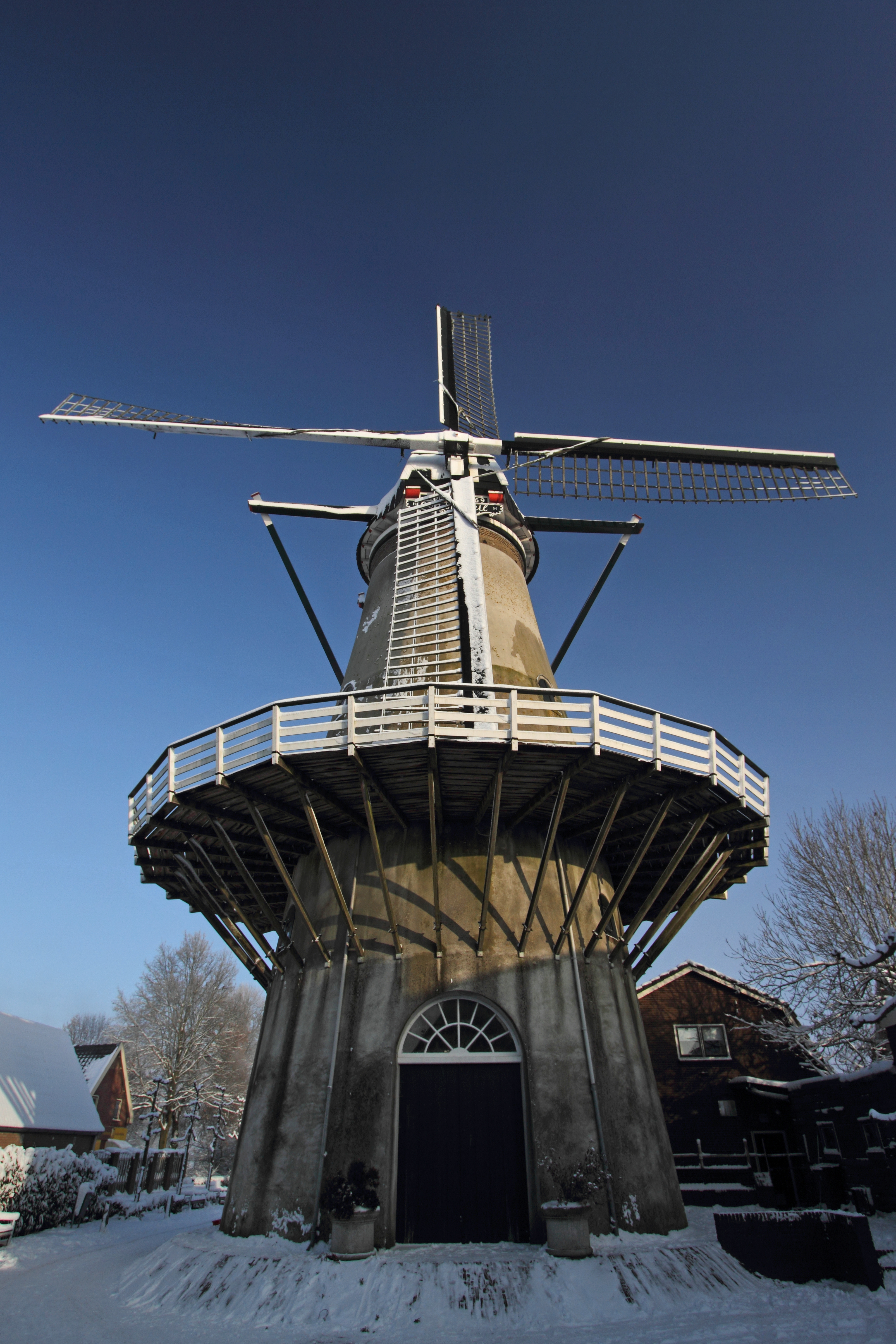
Oog in 't Zeil 2010
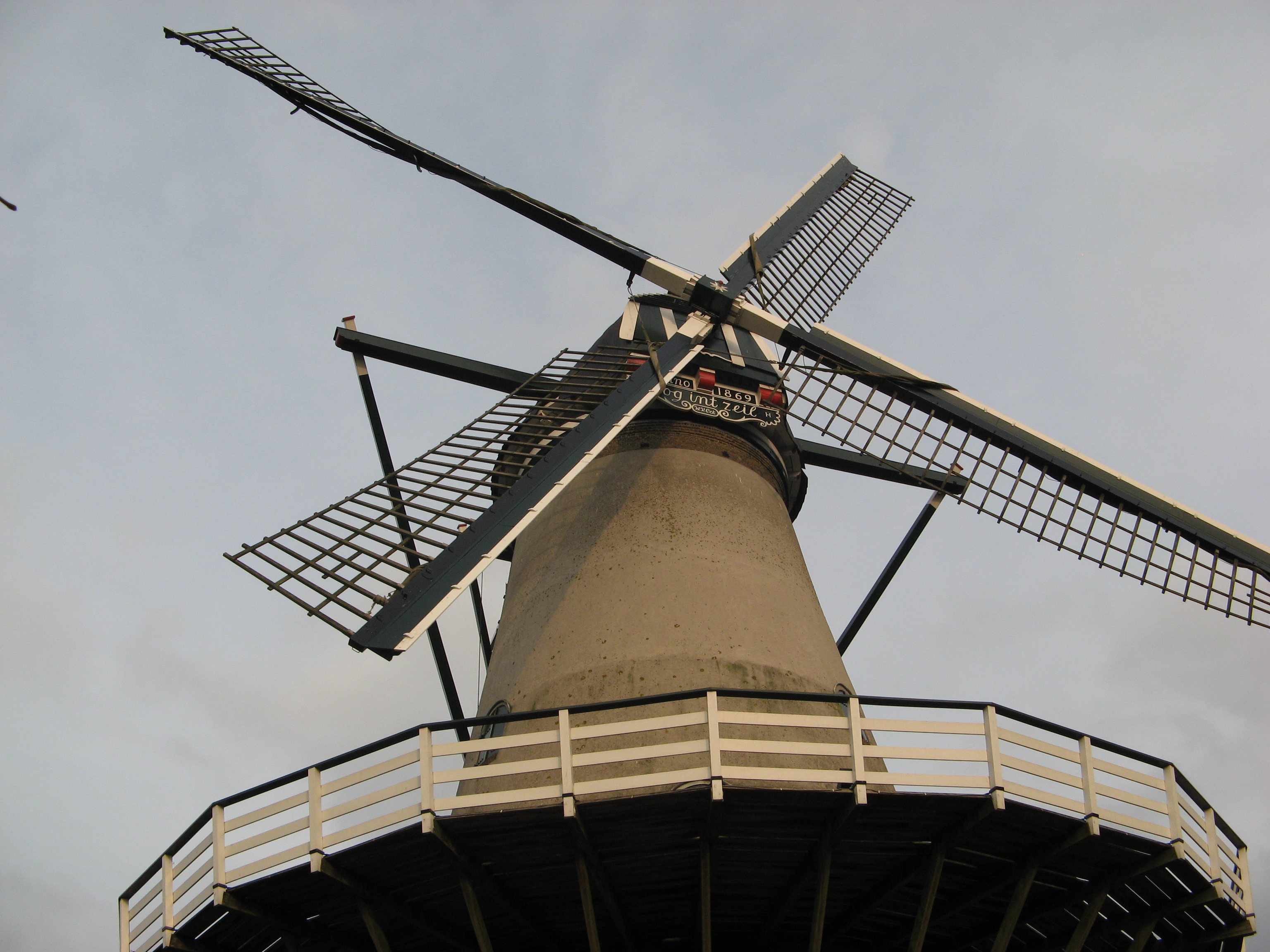
Oog in 't Zeil 2008
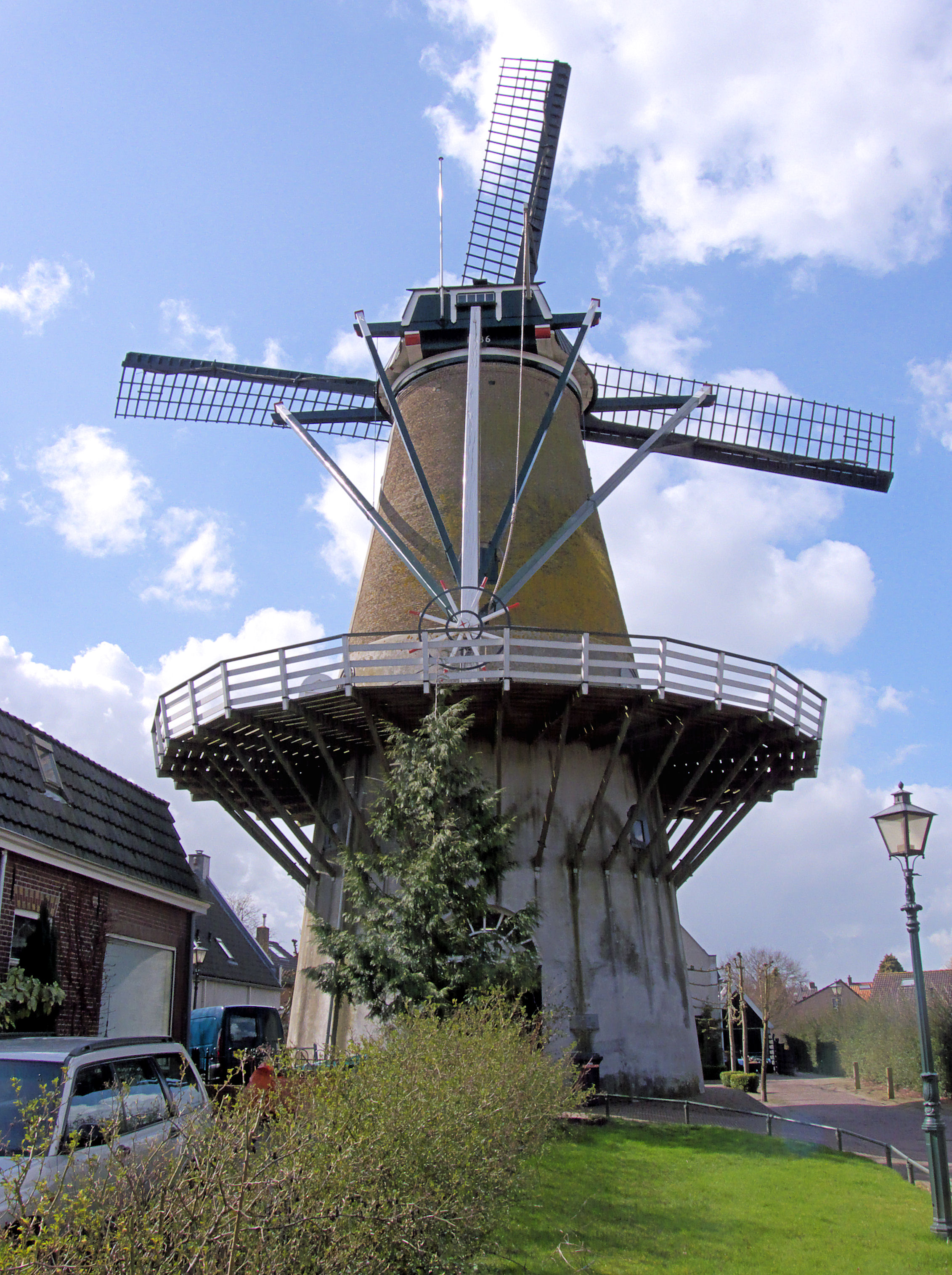
Straatzijde
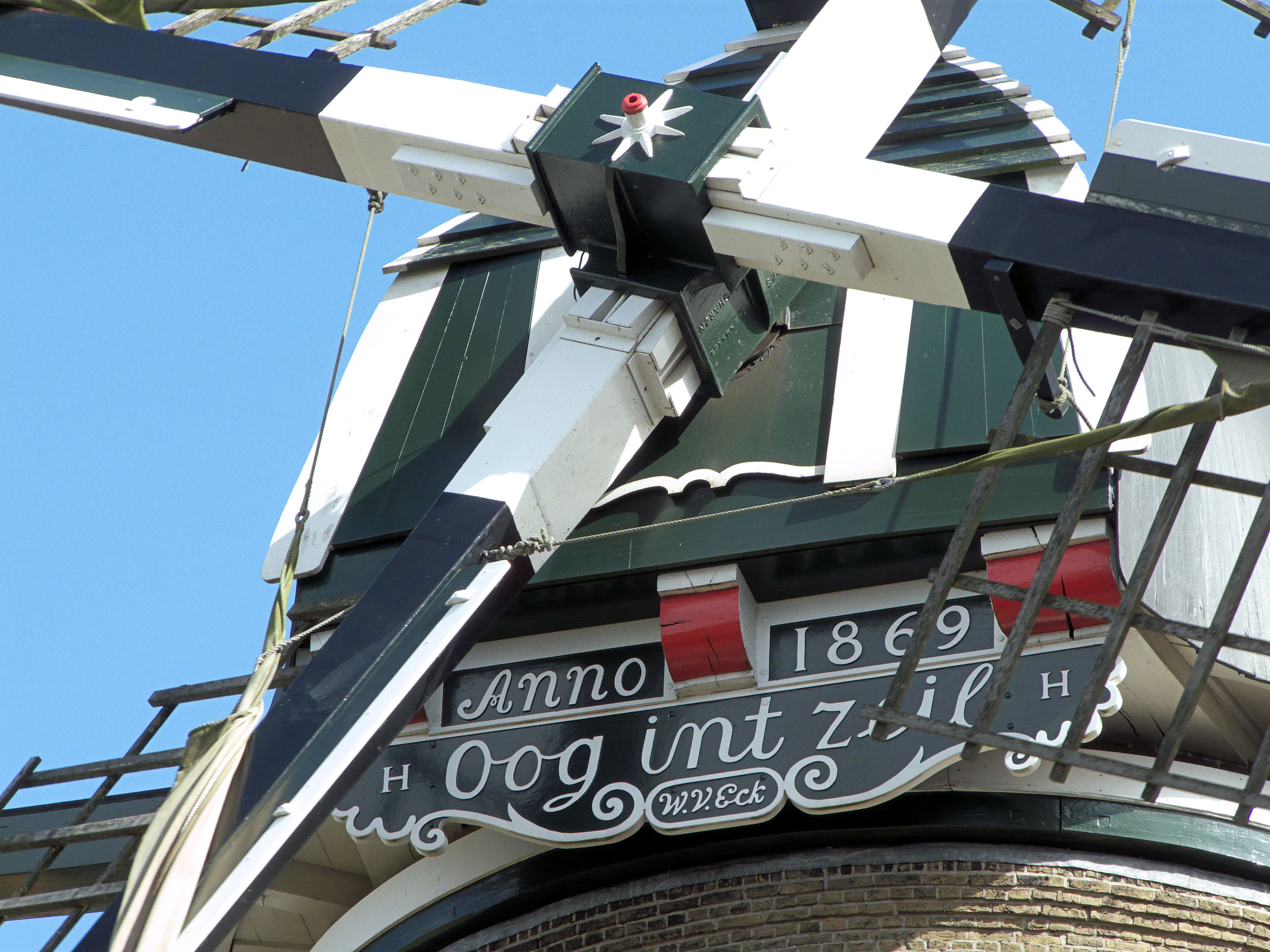
Baard
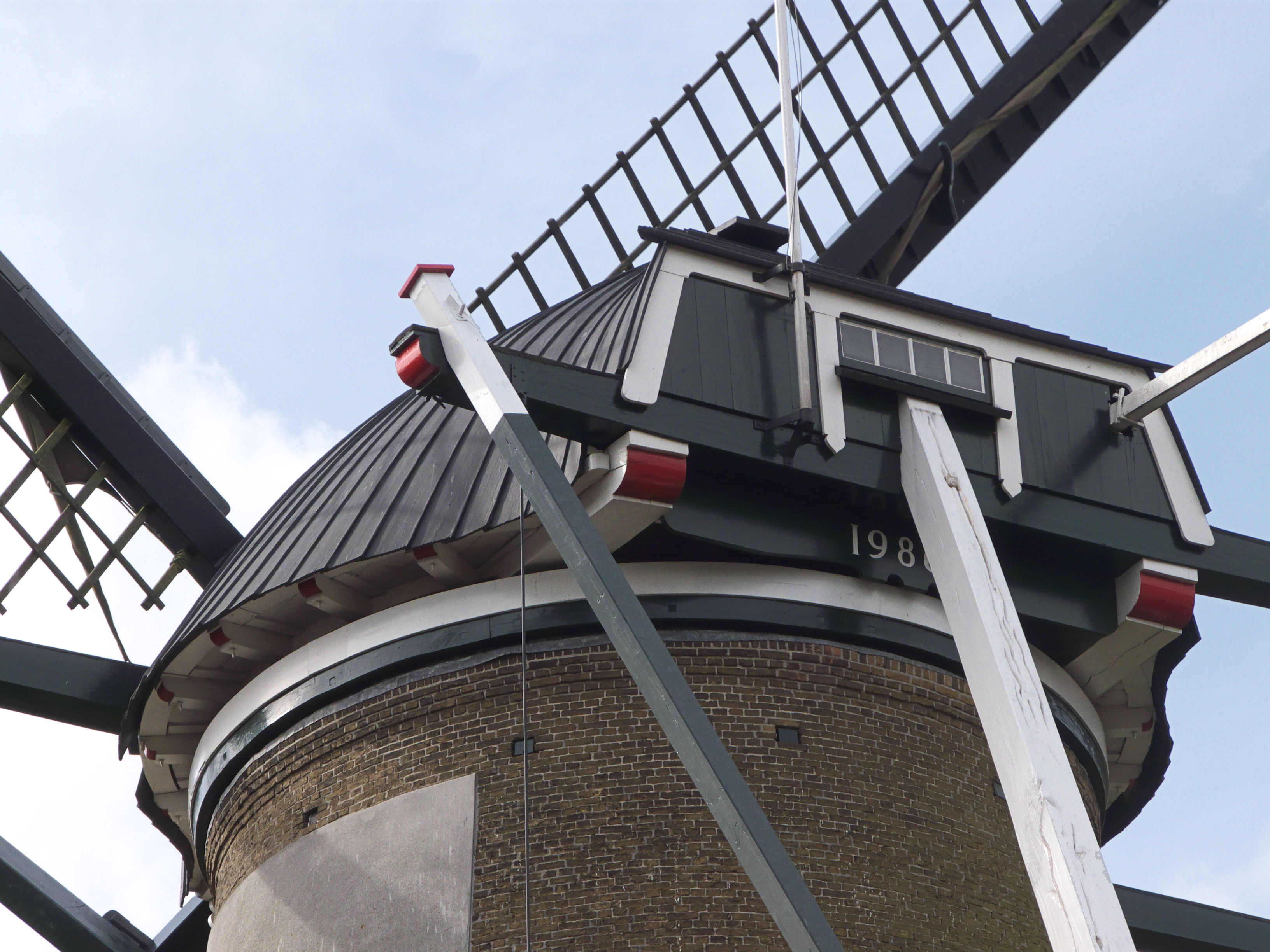
Gepotdekselde kap
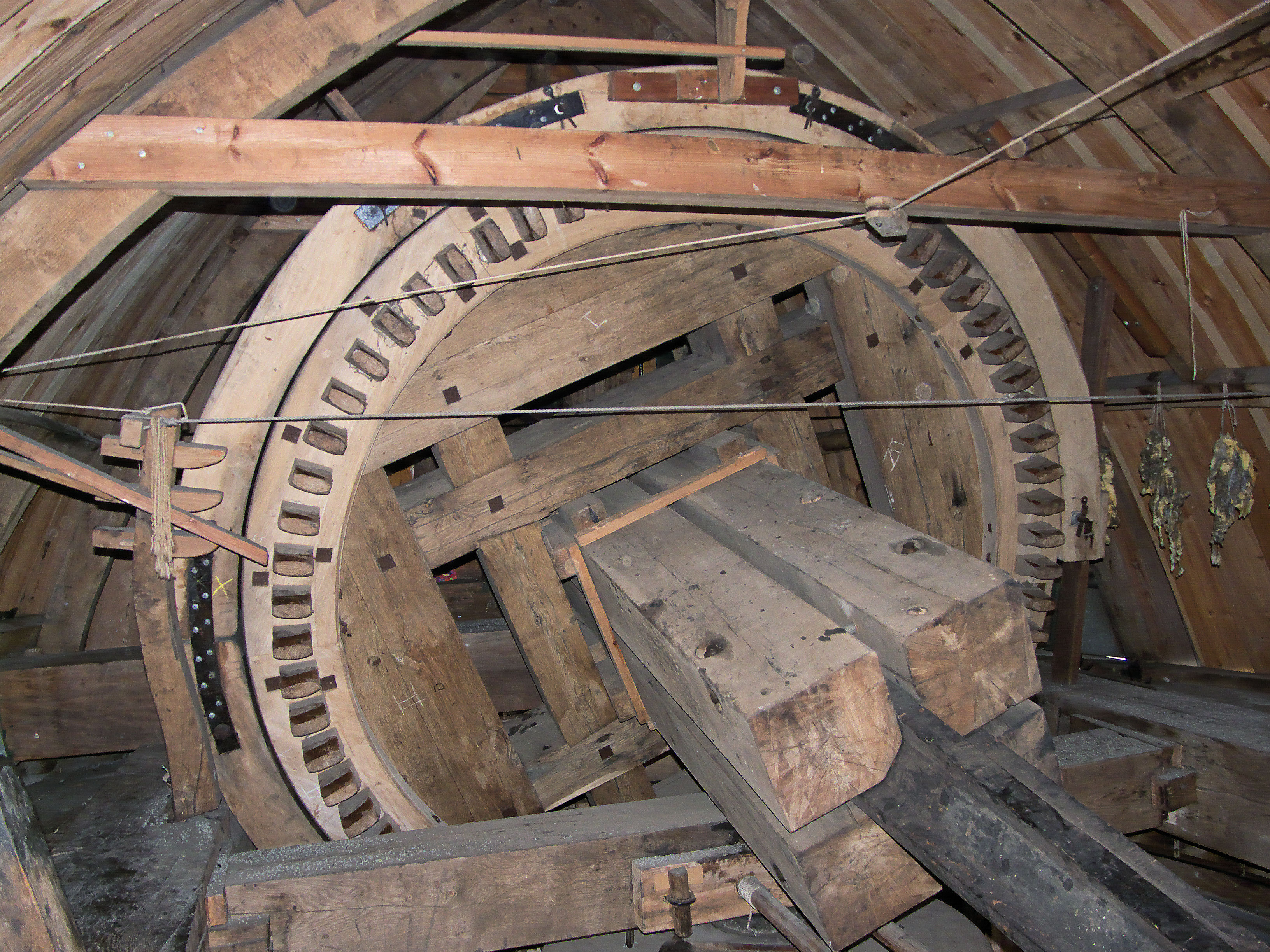
Bovenwiel
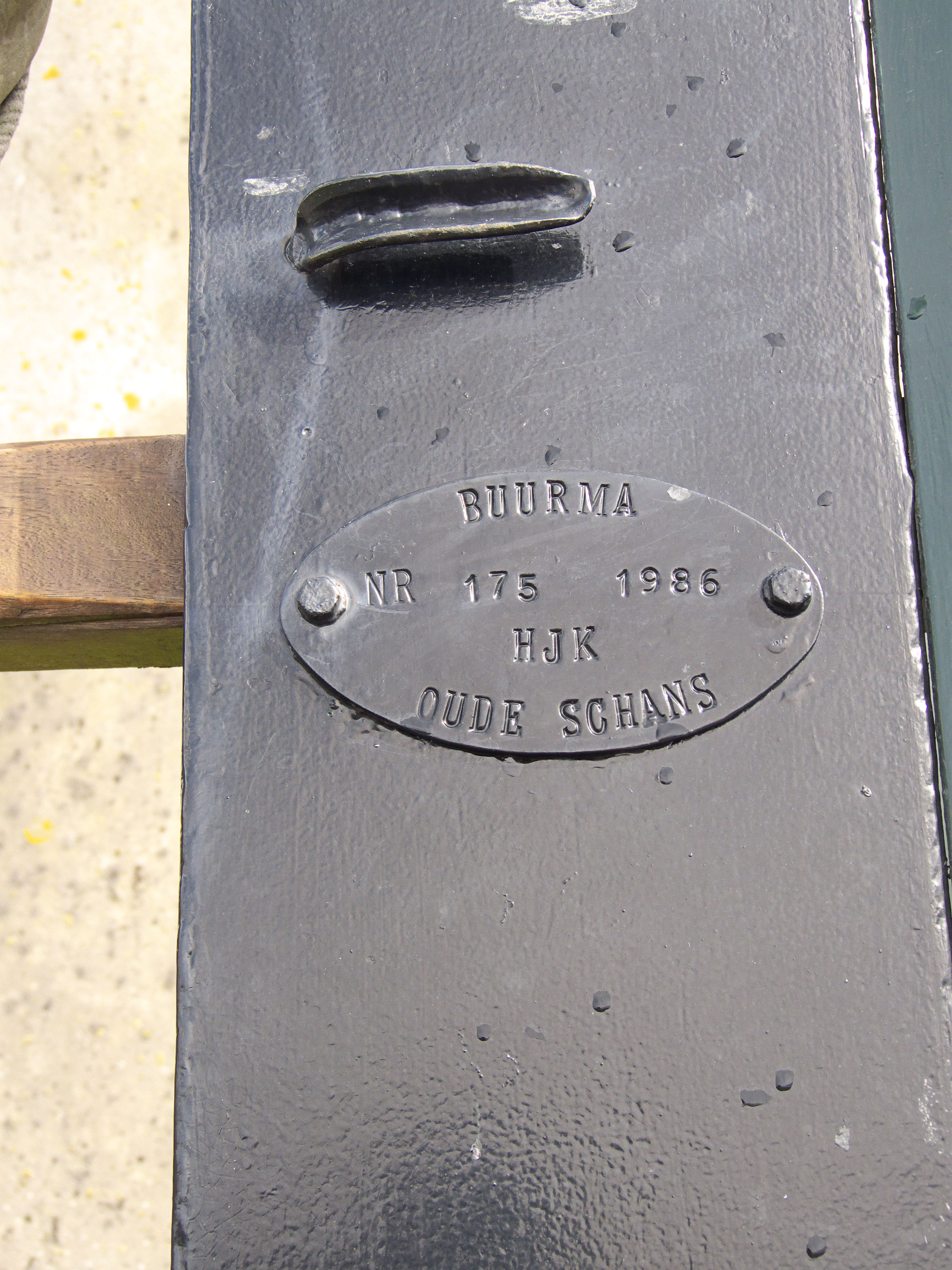
Roeplaatje buitenroe
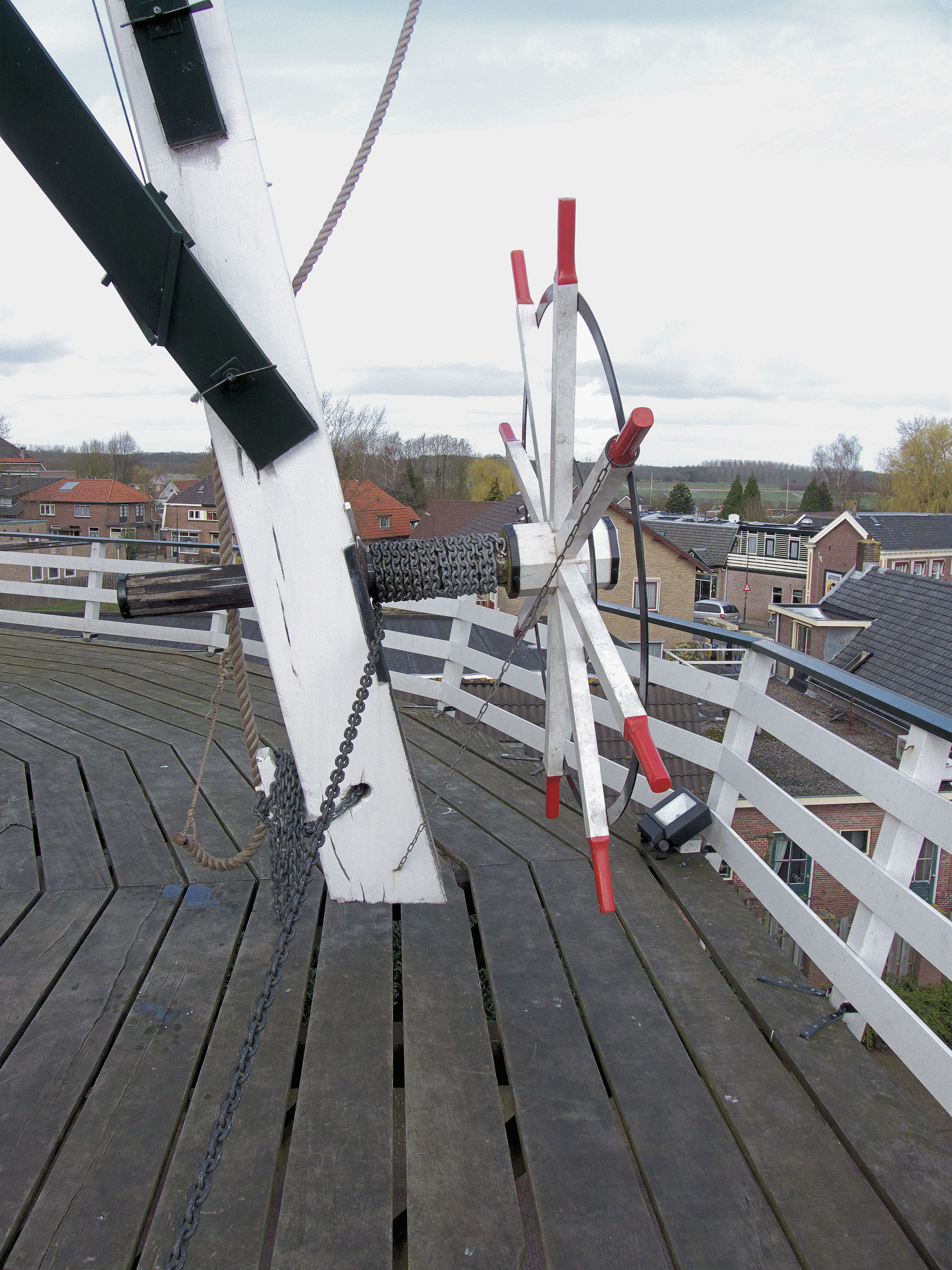
Kruirad
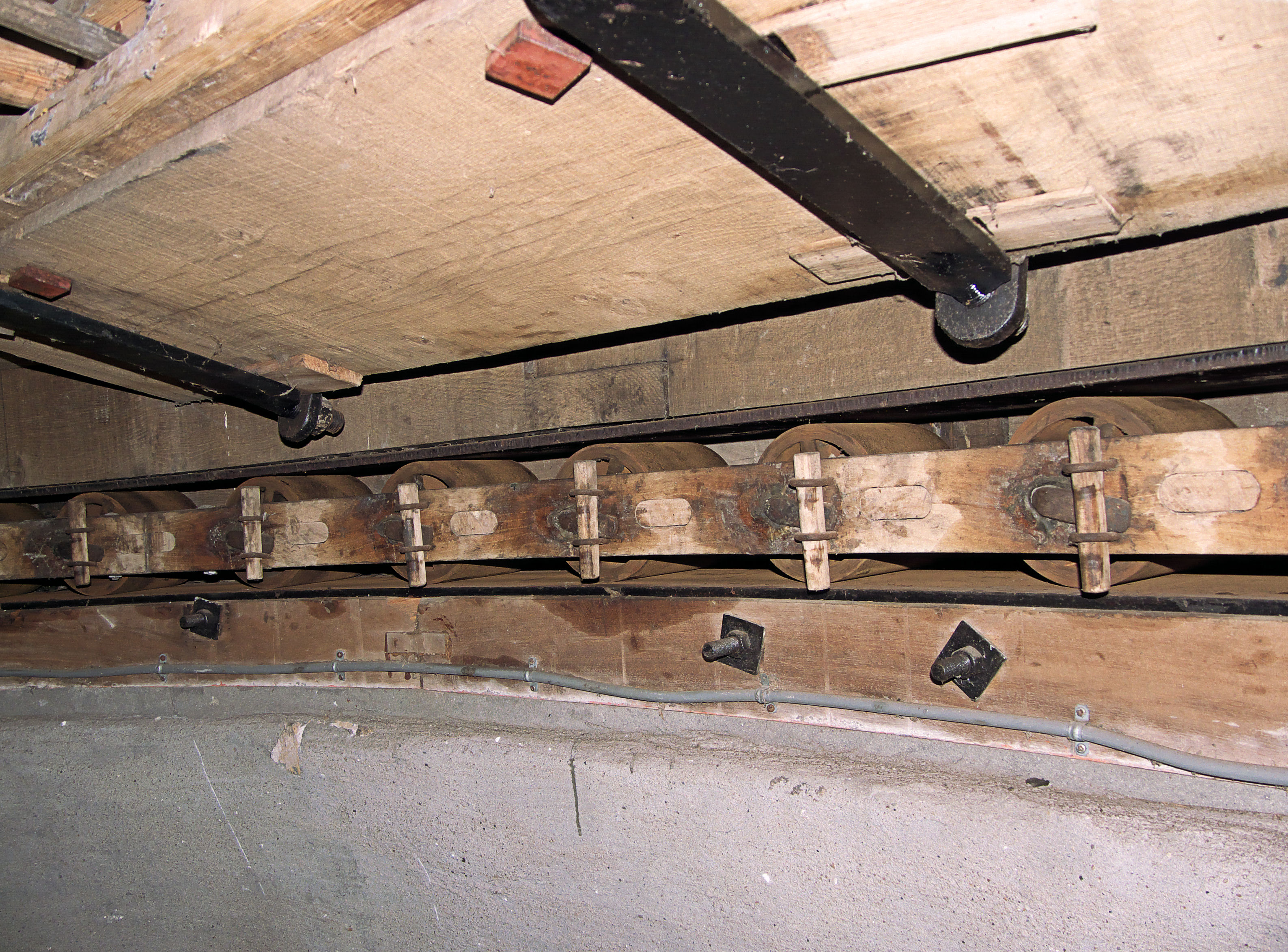
Rollenkruiwerk met ijzeren rollen
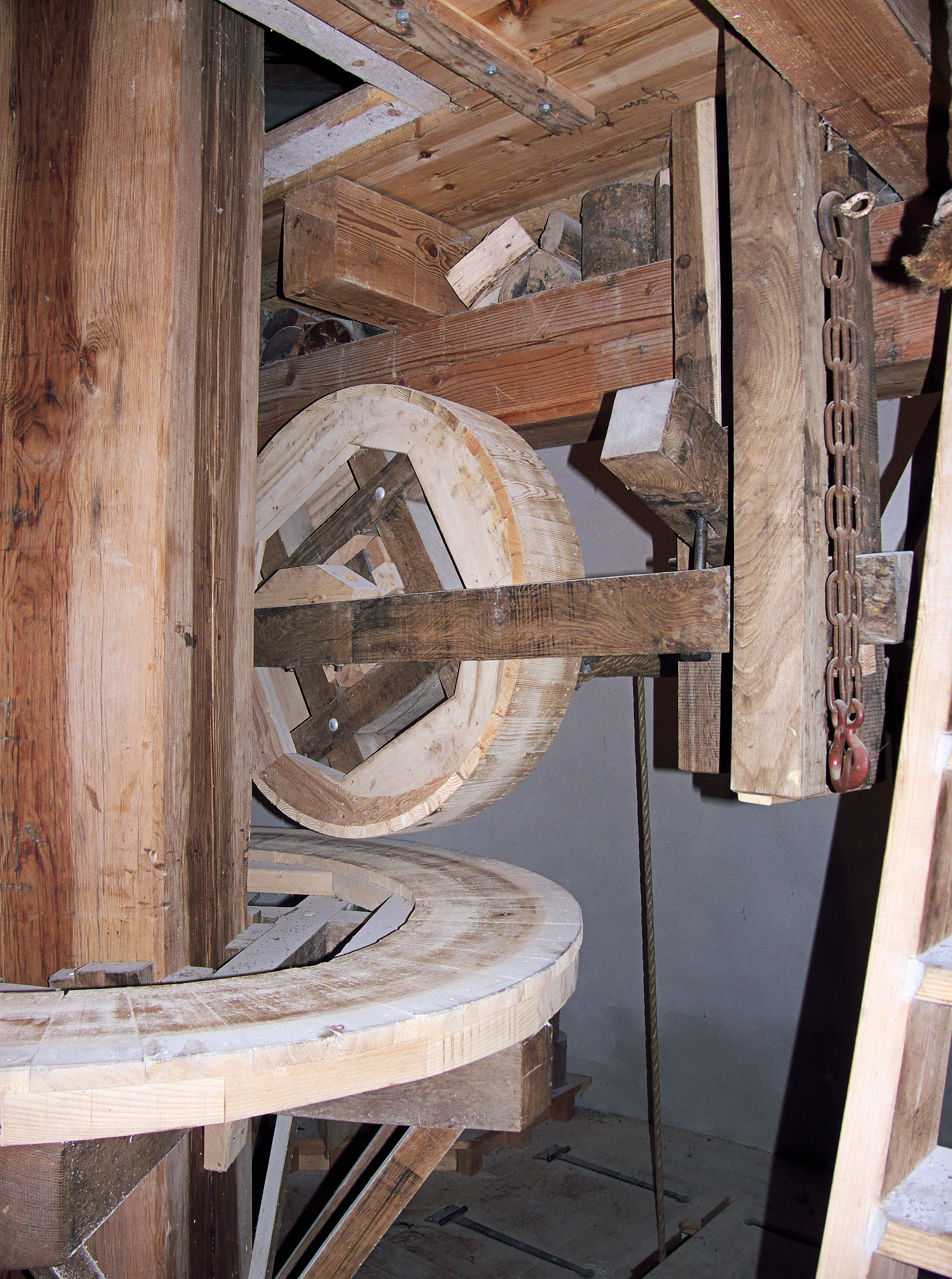
Sleepluiwerk
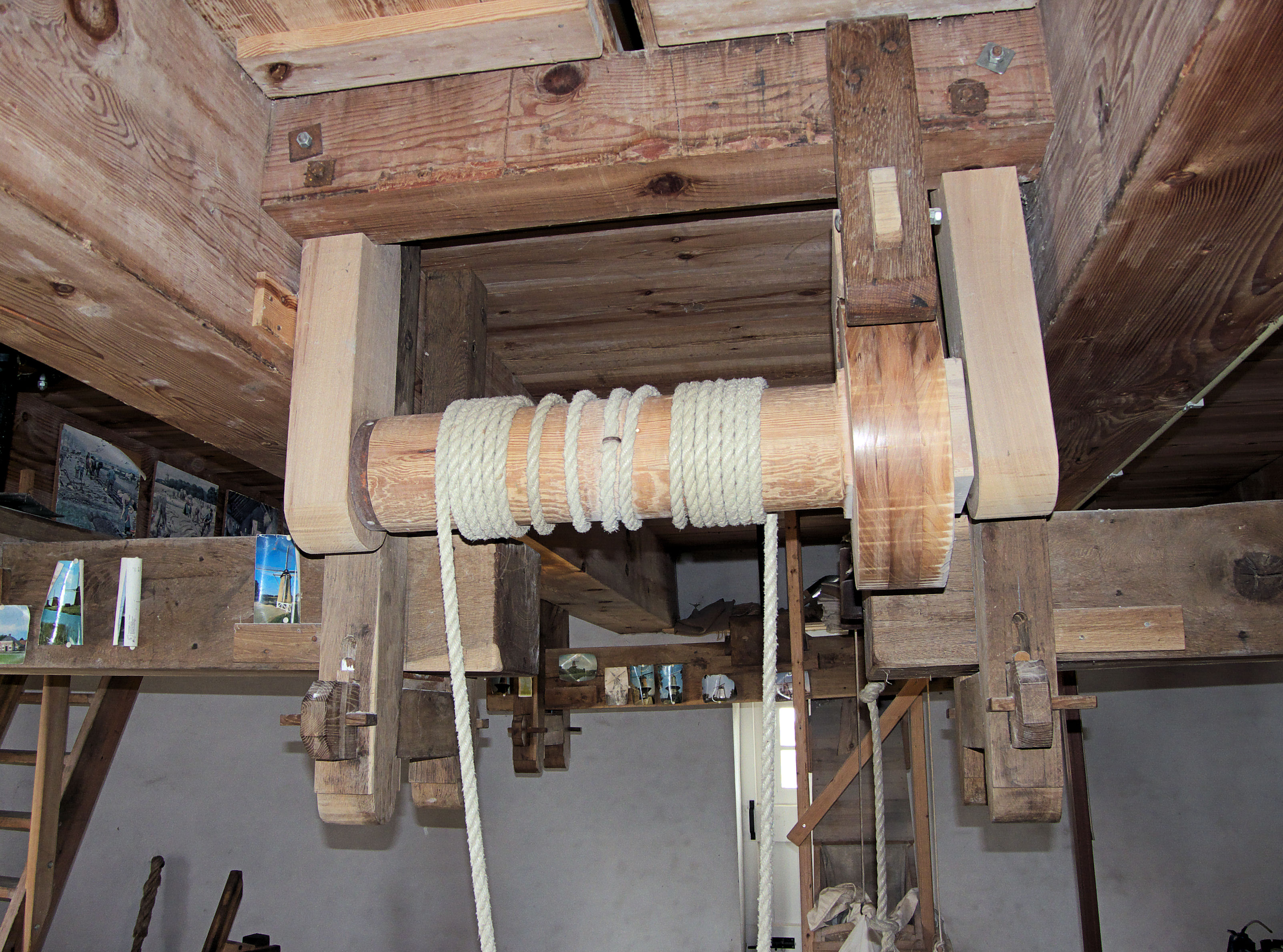
Afschietwerk
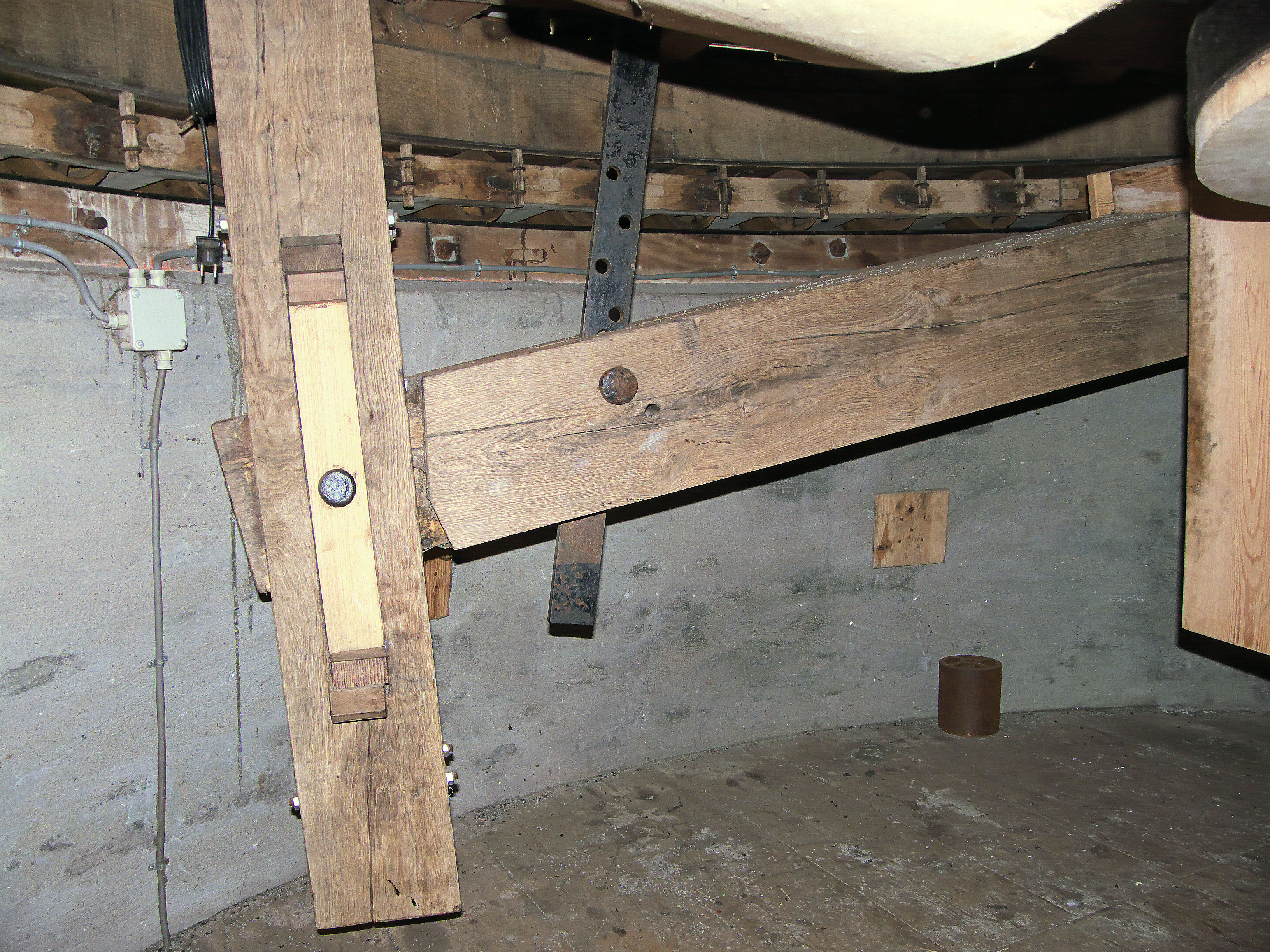
Vangbalk met in de ezel een schuif
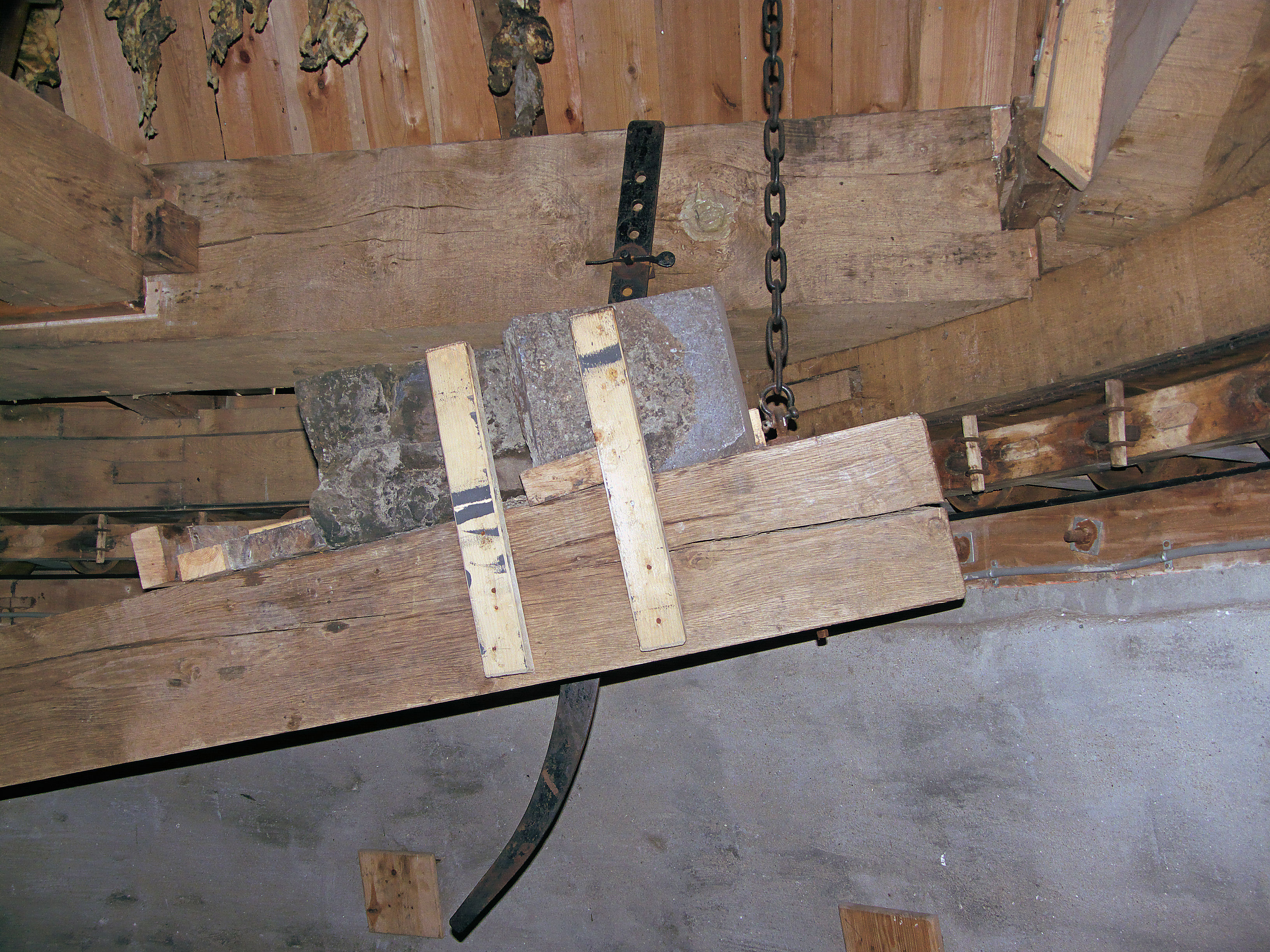
Met stenen verzwaarde vangbalk
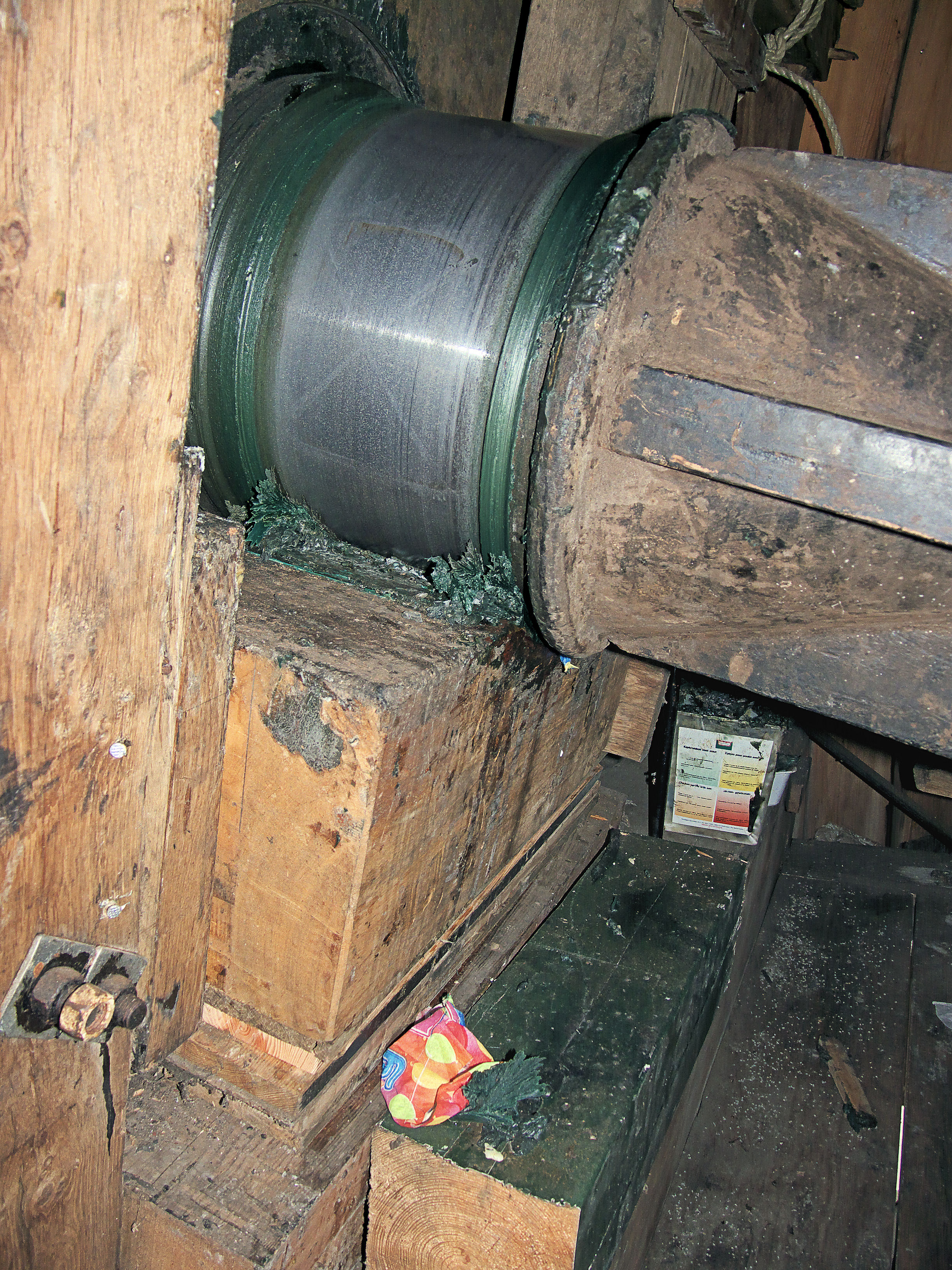
Halslager met bronzen schaal
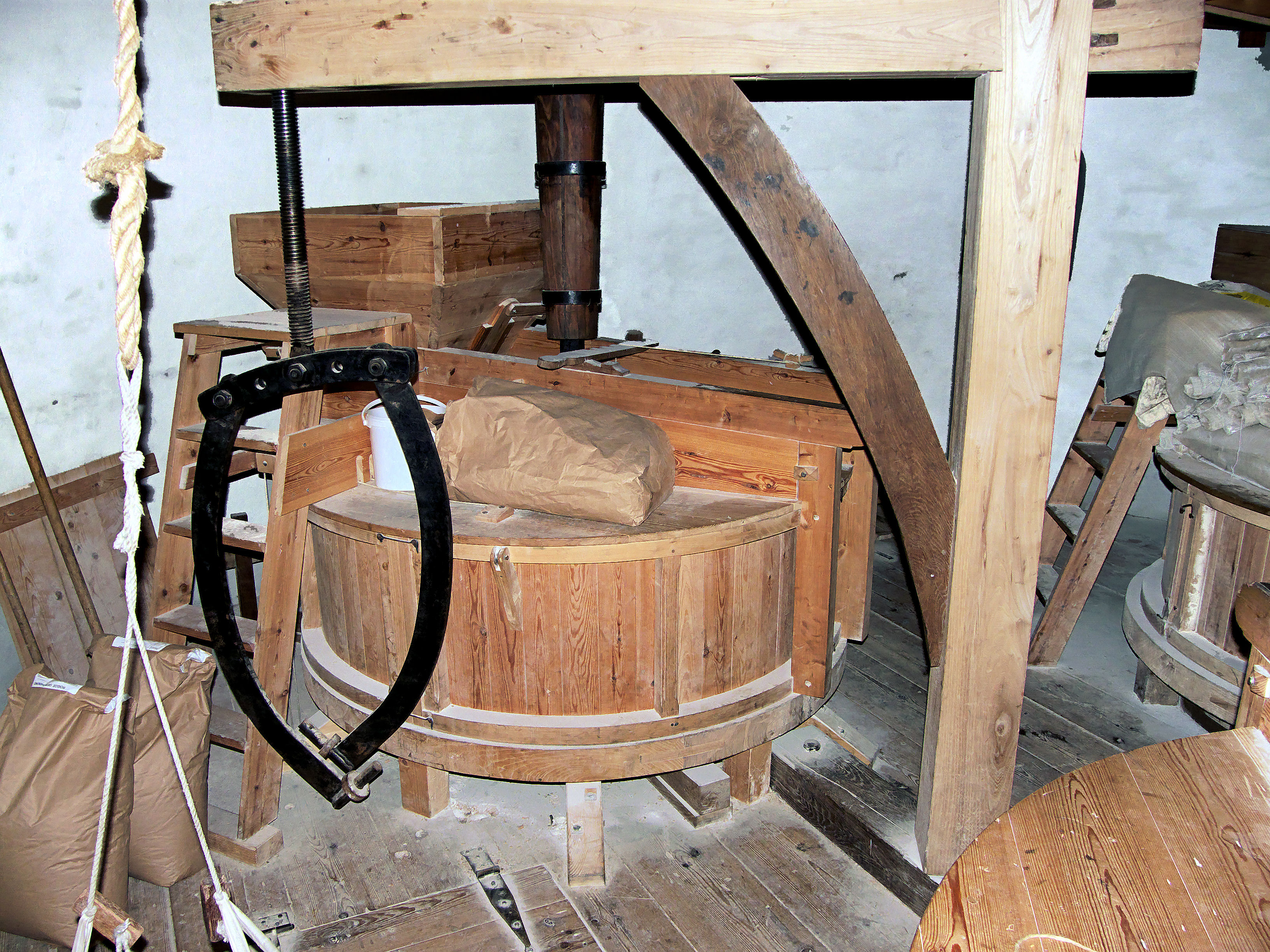
Maalkoppel blauwe stenen
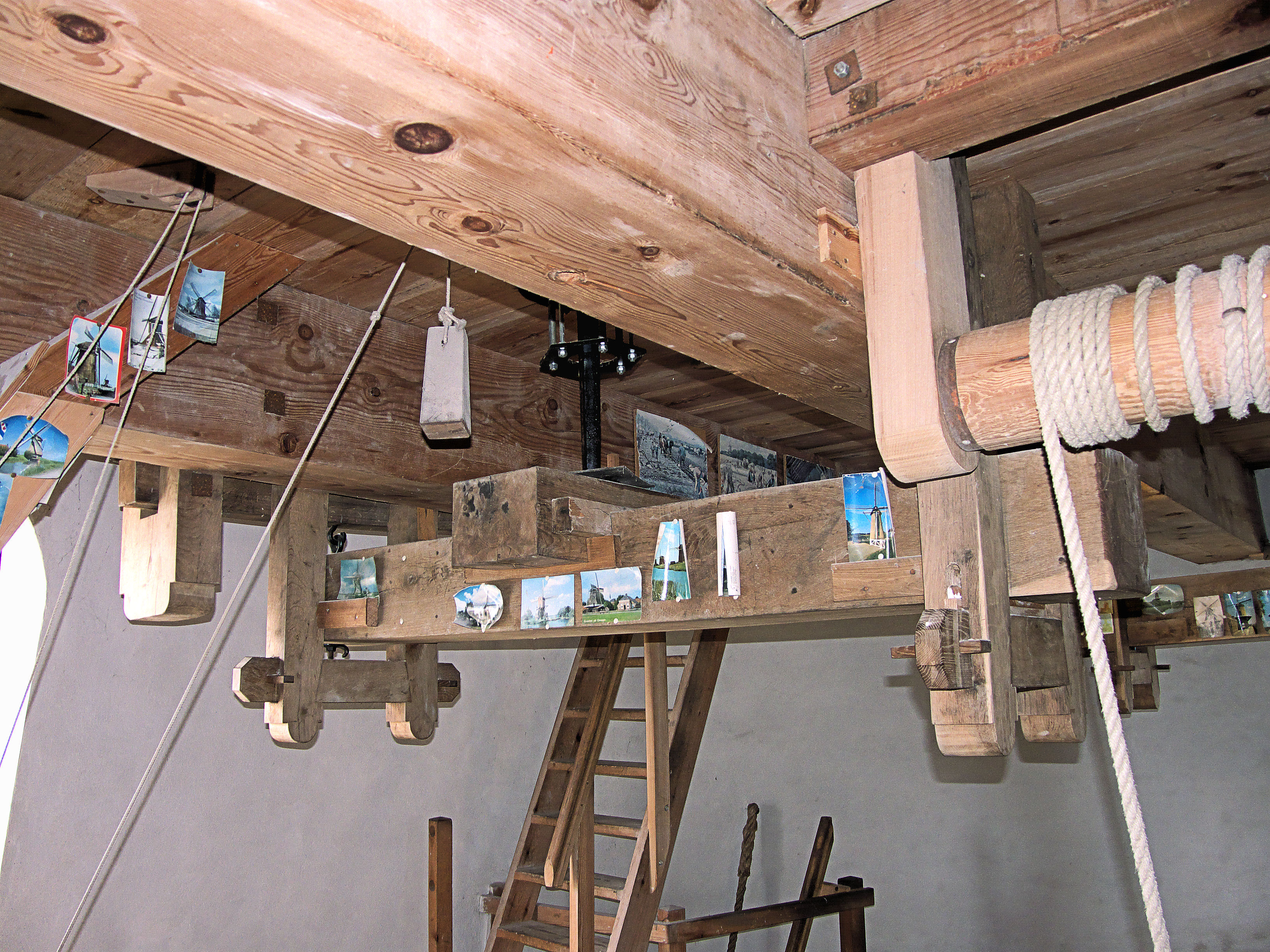
Paard van maalkoppel blauwe stenen
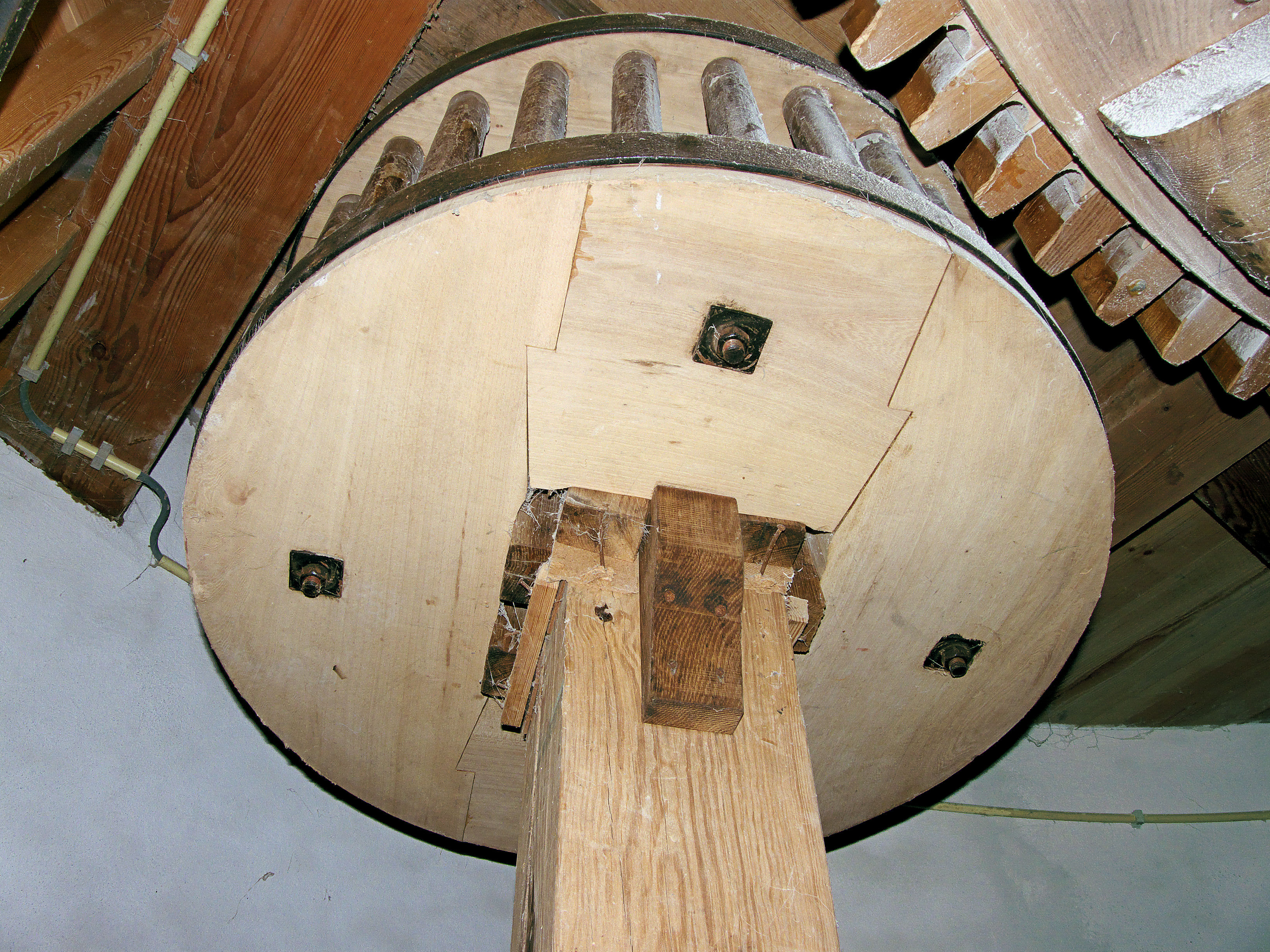
Steenrondsel